# Louise Swanton Belloc
Louise Swanton Belloc (née en 1796 et morte en 1881), née Anne-Louise Chassériau Swanton, est une femme de lettres et traductrice française d'origine irlandaise, surtout connue pour avoir introduit un certain nombre d'œuvres importantes de la littérature anglaise en France,,,. On se souvient également d'elle comme une partisane de l'éducation des femmes. Elle reçoit une médaille d'or de l'Institut de France vers l'âge de vingt ans pour ses réalisations littéraires,,,. Marc-Antoine Jullien de Paris, fondateur de la Revue encyclopédique pour laquelle Swanton a écrit, la qualifie un jour de « jeune personne aux talents brillants ». 

## Biographie
Louise Swanton, a trois frères et sœurs, et naît à La Rochelle le premier octobre 1796, dans la maison ancestrale de sa mère. Ses parents sont James Swanton (officier irlandais au service français, colonel au régiment de Berwick, chevalier de l'ordre de Saint-Louis) et Marguerite-Louise-Joséphine Chassériau (sœur de Benoît Chassériau et de Victor Frédéric Chassériau),,,. Ses parents lui assurent une bonne éducation pendant l'enfance, fondée sur les lettres anglaises,,. Swanton commence à écrire à dix-sept ans, et sa première traduction - Patriarches, ou la terre de Chanaan (Patriarchal Times, or the Land of Canaan) d'Adélaïde O'Keeffe - est publiée en 1818,. Peu de temps après, elle est engagée pour écrire pour la Revue encyclopédique, encouragée et encadrée par son rédacteur en chef et fondateur Jullien, qui loue son « zèle compatissant pour les malheureux ».
En 1821, malgré les protestations de son père (qui juge les Belloc trop bourgeois), Swanton épouse le peintre français Jean-Hilaire Belloc, avec qui elle a deux filles (Louise, 1822-1895, et Adélaïde, 1828-1897) et un fils (Louis, 1830-1872),,. Plus tard, son fils épouse Bessie Rayner Parkes, féministe anglaise et amie de Swanton, et a deux enfants, qui deviennent écrivains : Marie Adelaide Belloc Lowndes (romancière) et Hilaire Belloc (poète et historien).
Dans le cercle de connaissances de Swanton se trouvaient des personnalités telles que Charles Dickens, Harriet Beecher Stowe, Victor Hugo, Emile Souvestre, Stendhal, l'écrivaine Mary Elisabeth Mohl, Barthélemy St Hilaire, Lamartine et Maria Edgeworth,. Elle écrivit des correspondances au cours de sa vie, cependant, une grande partie est endommagée ou détruite pendant la guerre franco-prussienne. 
Elle traduit notamment la Case de l'oncle Tom de Beecher Stowe, Cranford d'Elizabeth Gaskell, quatre œuvres de Dickens (son ami=l), Oliver Goldsmith de Le Vicaire de Wakefield, les œuvres de Walter Scott, Les Mélodies irlandaises de Thomas Moore, les mémoires de Byron et plusieurs œuvres d'Edgeworth,,,,. Outre les traductions, elle écrit plus de quarante livres, dont une biographie de Byron, publiée avec une introduction de Stendhal, et, en collaboration avec Edgeworth, une série de livres de lecture précoce pour les enfants français,,.
Louise Swanton travaille avec son amie proche Adélaïde de Montgolfier, fille de l'aéronaute Jacques-Étienne Montgolfier,,,. Peu de temps après la révolution de juillet 1830, Swanton est sans doute engagée par le gouvernement français pour aider le général Lafayette à établir des bibliothèques publiques en France, mais ce projet n'aboutit pas. En revanche, elle crée avec Montgolfier une bibliothèque, destinée selon elle à une lecture « saine »,, notamment pour un public de jeunes femmes, afin de « développer et enflammer l'âme, éclairer l'esprit, et vivifier et diriger l'imagination ».  Les deux amis cofondent La Ruche, journal d'études familière, magazine mensuel consacré à l'éducation des jeunes femmes, et co-écrit plusieurs livres pour enfants,. 
Après la mort de Louise Swanton le 6 novembre 1881, elle est enterrée aux côtés de Montgolfier (et de son fils, Louis Belloc) à La Celle-Saint-Cloud, France, emplacement de la maison familiale Swanton-Belloc.

## Liste partielle des œuvres

### Œuvres originales
- Petit Manuel de morale élémentaire, à l'usage des enfants, contenant douze leçons et trois histoires, avec des séries de questions propres à exercer la mémoire et l'intelligence des enfants. Paris, L. Colas, 1819
- Bonaparte et les Grecs. Paris, Urbe. Cannel, 1826
- Bibliothèque de famille, ou Choix d'instructions familières sur la religion, la morale, les éléments des connaissances, les plus utiles, l'industrie et les arts. Paris, Art. Bertrand & L. Colas, décembre 1822, 24 numéros. [périodique]
- Lettres écrites de Bretagne. Nantes, mai 1831 (dans la Revue de Paris, vol. XXVII, 1831)
- Contes aux jeunes filles : Simple Suzanne, ou la Reine de mai. Paris, Hachette, 1834
- Corbeille de l'année : Première saison, mélodie du printemps, par Adelaide Montgolfier, avec recueil de mélodies notées. Paris, rue de l'École de Médecine, 1835 [avec Adélaïde de Montgolfier]
- La Ruche, journal d'études. Paris, rue de l'École de Médecine, 1836 [fondateur et éditeur, avec Adélaïde de Montgolfier] [périodique]
- Pierre et Pierrette. Paris, rue de l'École de médecine, 1838, 1839

### Traductions
- Les Patriarches, ou la Terre de Chanaan, histoire en tableaux, tirée des saintes Écritures, par Adelaide O'Keeffe. Paris, Chassériau et Hécart, 1818, 2 vol.
- Petits Contes moraux, à l'usage des enfants, par Maria Edgeworth. Paris, A. Eymery et L. Colas, 1821, 2 vol.
- Les Amours des anges, et les mélodies irlandaises", de Thomas Moore. Paris, Chassériau, 1823, 2 vol.
- Seigneur Byron. Paris, A.-A. Renouard, 1824-5, 3 vol.
- Petite Galerie morale de l'enfance, par Maria Edgeworth. Paris, A.Eymery, 1825, 4 vol.
- Grandes Routes et Chemins de traverse, ou Contes recueillis dans les provinces françaises, par un Irlandais voyageant à pied, par Thomas Colley Grattan. Paris, A.-A. Renouard, 1825, 3 vol.
- Les Jeunes Industriels, ou Découvertes, Expériences, Conversations et Voyages de Henry et Lucie, par Maria Edgeworth. Paris, Fortic, 1826, 4 vol.
- Éducation familière, ou Série de lectures pour les enfants, depuis le premier âge jusqu'à l'adolescence, par Maria Edgeworth. Paris, Alex. Mesnier, 1828-1834, 12 vol. (en six parties)
- La Maison d'Aspen, tragédie, de Walter Scott. Souvenir français, 1830.
- Mémoires de lord Byron, aux éditions Thomas Moore. Paris, Alex. Mesnier, 1830-1831, 5 vol.
- Scènes populaires en Irlande, par Schiel (dans la Revue éncyclopédique, vol. 46). Paris, Sédillot frères. & Dondey-Dupré, 1830
- Journal d'une expédition entreprise dans le but d'explorer le cours de l'embouchure du Niger, ou Relation d'un voyage sur cette rivière, depuis Yaouric jusqu'à son embouchure, par Richard et John Lander. Paris, Paulin & A. Bertrand, 1832, 5 vol.
- Hélène, de Marie Edgeworth. Paris, Ad. Guyot, 1834, 3 vol.
- Grave et gai : rose et gris, par Anne Fraser Tytler. Paris, L. Janet, 1837, 2 vol. [avec Adélaïde de Montgolfier]
- Le Vicaire de Wakefield, par Oliver Goldsmith. Paris, Charpentier, 1839
- La Case de l'Oncle Tom, de Harriet Beecher Stowe. Paris, Charpentier, 1853